# Crassier
Crassier je obec na jihozápadě Švýcarska v kantonu Vaud. Žije zde přibližně 1 200 obyvatel.

## Geografie
Crassier leží přímo na francouzských hranicích v nadmořské výšce 475 m, vzdušnou čarou 6 km západně od okresního města Nyon. Obec se rozkládá podél malé říčky Boiron de Nyon v rovině mezi Ženevským jezerem a Jurou.
Rozloha pouhých 2,0 km² pokrývá část roviny na jižním úpatí Jury. Území obce se táhne od vrcholu kopce Bois d’Ely (475 m n. m.) na sever přes údolí Boiron a na mírně jižní svahy úpatí Jury. Pod vesnicí Tranchepied se nachází nejvyšší bod Crassier (515 m n. m.). V roce 1997 tvořila 15 % rozlohy obce zastavěná plocha, 13 % lesy a lesní porosty a 72 % zemědělství. K obci Crassier patří několik samostatných zemědělských usedlostí.
Sousedními obcemi obce Crassier jsou La Rippe na severozápadě, Chéserex na severu, Borex na východě, Arnex-sur-Nyon na jihovýchodě (všechny v kantonu Vaud), ženevská exkláva Céligny na jihojihovýchodě, Bogis-Bossey (kanton Vaud) na jihozápadě a Divonne-les-Bains v sousední Francii.

## Historie
Území obce bylo osídleno již velmi brzy, což dokládají nálezy z neolitu a doby římské. Nalezeny byly také pozůstatky burgundských hrobů z raného středověku. První písemná zmínka o obci pochází z roku 1123 jako de Craceio a ve 12. století se objevuje také název Cracie. Obec byla od středověku sídlem šlechtického rodu.
Po dobytí Vaudu Bernem v roce 1536 přešel Crassier pod správu panství Nyon. Mírovou smlouvou mezi Bernem a Savojskem z roku 1564 byla obec rozdělena na dvě části. Francouzská část, kde stojí hrad Crassy postavený v 19. století, patřila francouzské obci Vésenex-Crassy, která je dnes spojena s městem Divonne-les-Bains v oblasti zvané Pays de Gex. V 18. století se Crassier stal sídlem soudního dvora.
Po pádu Staré konfederace patřila obec v letech 1798–1803 v období Helvétské republiky k okresu Nyon v kantonu Léman, který byl po vstupu v platnost mediační ústavy začleněn do kantonu Vaud.

## Obyvatelstvo
| Vývoj počtu obyvatel | Vývoj počtu obyvatel | Vývoj počtu obyvatel | Vývoj počtu obyvatel | Vývoj počtu obyvatel | Vývoj počtu obyvatel | Vývoj počtu obyvatel | Vývoj počtu obyvatel | Vývoj počtu obyvatel |
| -------------------- | -------------------- | -------------------- | -------------------- | -------------------- | -------------------- | -------------------- | -------------------- | -------------------- |
| Rok                  | 1764                 | 1850                 | 1900                 | 1950                 | 1970                 | 1990                 | 2000                 | 2016                 |
| Počet obyvatel       | 168                  | 162                  | 206                  | 277                  | 302                  | 512                  | 769                  | 1201                 |

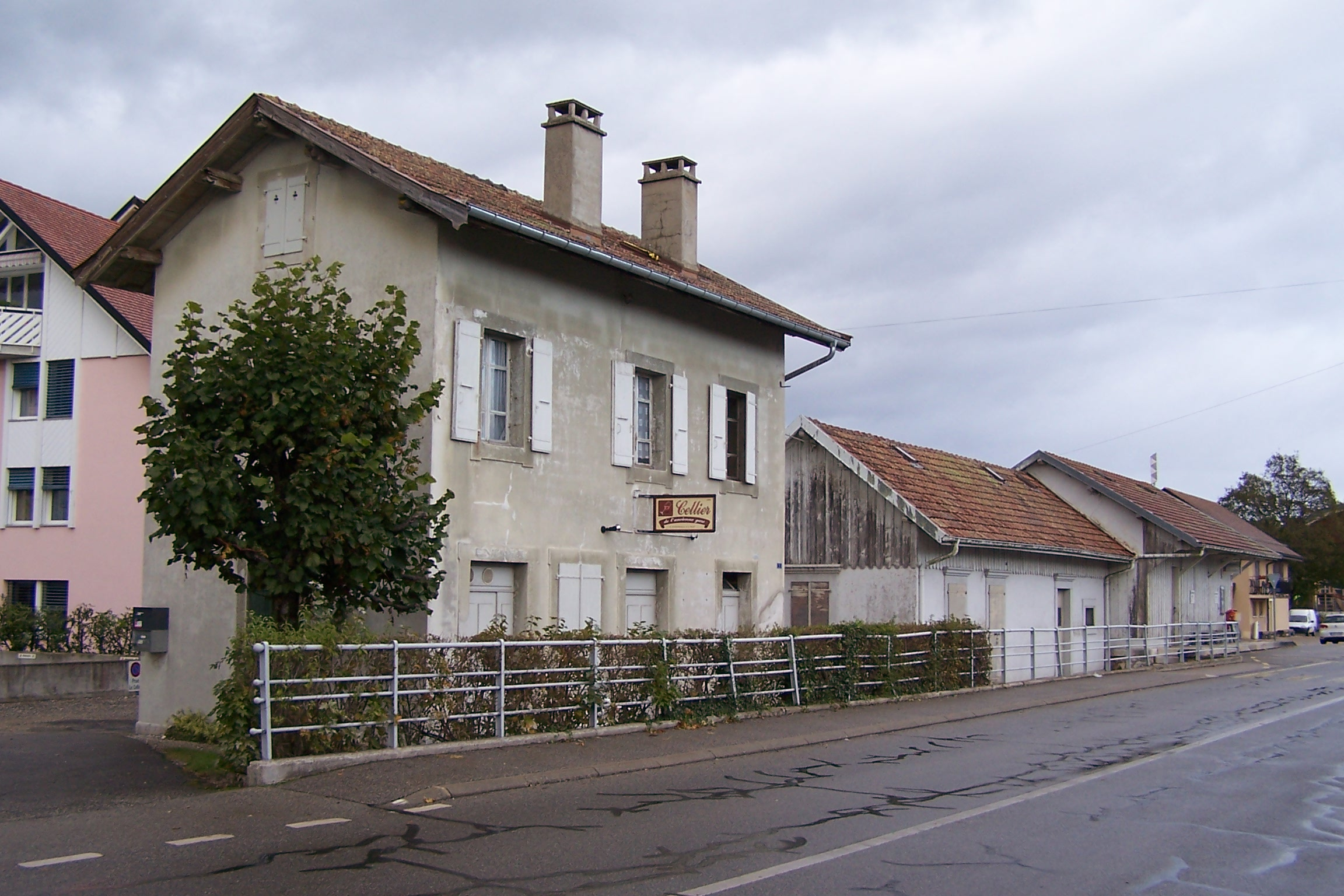
Budova bývalé železniční stanice

Z celkového počtu obyvatel je 77,9 % francouzsky mluvících, 7,4 % německy mluvících a 7,0 % anglicky mluvících (stav v roce 2000). Ve druhé polovině 20. století začal díky výstavbě a přistěhovalectví značný populační růst.

## Hospodářství
Až do 20. století byla obec Crassier charakteristická především zemědělstvím. Dnes hraje zemědělství jako zdroj příjmů jen malou roli a soustředí se na ornou půdu s malou vinicí na východě obce. Další pracovní příležitosti jsou k dispozici v obchodě (zejména na pile) a ve službách. V posledních desetiletích se obec rozvinula v rezidenční obec. Mnoho zaměstnanců dojíždí za prací především do Nyonu a Ženevy.

## Doprava
Obec má dobré dopravní spojení. Nachází se na hlavní silnici z Nyonu do Divonne-les-Bains. Crassier je napojen na síť veřejné dopravy prostřednictvím linky Postbusu z Nyonu do Coppet. Silnice z Crassier přes Bogis-Bossey a Chavannes-de-Bogis vede na křižovatku Coppet na dálnici A1 (Ženeva–Lausanne).
Obec měla železniční stanici na trati z Nyonu do Divonne-les-Bains, která byla v provozu v letech 1905–1962.